# أنخليكا لوزانو كوريا
أنخليكا لوزانو كوريا (بالإنجليزية: Angélica Lozano Correa) (ولدت في 7 مايو 1976) هي محامية وسياسية كولومبية وناشطة في مجال حقوق مجتمع الميم. وهي أول نائبة برلمانية مزدوجة التوجه الجنسي علنًا في تاريخ كولومبيا. دافعت عن العديد من قضايا حقوق الإنسان أثناء وجودها في المنصب. و عملت في الضغط والنشاط من أجل تشريع الاتحاد المثلية أحد أمثلة ذلك. لا تزال لوزانو تسعى لزيادة حقوق الشركاء المثليين في البلاد ومنذ انتخابها لمجلس النواب الكولومبي في عام 2014. أثارت لوزانو الجدل بسبب علاقتها الغرامية مع زميلتها كلوديا لوبيز هيرنانديز في مجلس الشيوخ.

## التعليم
حصلت لوزانو على شهادتها في القانون من جامعة لا سابانا، الواقعة على بعد سبعة أميال شمال بوغوتا في مدينة شيا. كما تلقت تعليمًا غير رسمي من خلال برنامج القيادة في المعهد الديمقراطي الوطني للشؤون الدولية في عام 2004. شاركت لوزانو في عام 2010 في زمالة وزارة الخارجية للحكومات المحلية وحكومات الولايات.

## الحياة السياسية
بدأ اهتمام لوزانو بالسياسة وقضايا حقوق الإنسان عندما كانت في كلية الحقوق. تطوعت في عام 1998 وخلال دراستها مع المنظمة غير الحكومية أوبيكون كولومبيا (بالإسبانية: Opción Colombia) في منطقة بويرتو نارينو في أمازوناس. وعملت كمستشارة قانونية لرئيس البلدية وركزت على حماية حقوق السكان الأصليين. ثم عملت كمستشارة لعضوين مستقلين في مجلس الشيوخ كانا عضوين في لجنة الإجراءات الدستورية وهما إنغريد بيتانكورت (2000-2001) وأنطونيو نافارو وولف (2001-2005). شاركت في عام 2003 في تأسيس حزب القطب الديمقراطي المستقل وهو حزب سياسي يساري. بدأت لوزانو حياتها المهنية السياسية في عام 2005 عندما شغلت منصب رئيسة بلدية منطقة شابينيرو في بوغوتا حتى عام 2008. وتم انتخابها بعد ذلك في عام 2011 لمجلس مدينة بوغوتا. تم انتخابها في عام 2014 لعضوية مجلس النواب الكولومبي كمرشحة عن حزب تحالف الخضر في بوغوتا لتصبح أول نائب برلماني من مجتمع المثليين على المستوى الوطني.
أصدرت المحكمة الدستورية الكولومبية في عام 2011 حكماً يقضي بأنه يمكن للشركاء المثليين تسجيل علاقتهم بشرط ألا يتابع النواب المشرعون في البلاد مشروع قانون من شأنه أن يمنح الشركاء المثليين نفس حقوق الزواج التي يتمتع بها الأزواج المغايرين. رفض مجلس الشيوخ الكولومبي بعد عامين من هذا الحكم تشريعا كان سيعطي الحق في زواج المثليين. صرحت لوزانو بأنها ستواصل الكفاح من أجل ضمان الاعتراف بالأسر المثلية.
بدأت السناتورة فيفيان موراليس هويوس في أغسطس 2014 في جمع التوقيعات لدعم الاستفتاء الذي من شأنه أن يجعل تبني المثليين للأطفال خاضعًا لتصويت شعبي. تحدثت لوزانو ضد هذا الضغط للاستفتاء ولصالح التشريع القانوني، مشيرة إلى أن «كرامة الإنسان والحقوق الأساسية لا يتم تحديدها في استفتاء». كانت معارضتها العلنية لهذا الاقتراح مثالا آخر على كفاحها من أجل حقوق المثليين في كولومبيا.
دعمت لوزانو بخلاف قضايا حقوق المثليين العديد من المبادرات الأخرى خلال فترة وجودها في المنصب. تشمل هذه القضايا: زيادة التنقل لاستخدام الدراجات داخل المدينة والإصلاحات السياسية لمكافحة الفساد في الحكومة وهي المتحدثة الحالية باسم «رقيب المواطنين» (بالإنجليزية: las veedurías ciudadanas). ركز أحد المشاريع التي ركزت عليها طوال عام 2015 بشكل أساسي على السياسة البيئية. كان الهدف الرئيسي لمشروع القانون هذا هو خلق ولاءات بيئية تكون قادرة على تعويض البلديات ماليًا عن الحفاظ عليها والآليات التي يمكن من خلالها مراقبة هذه الولاءات.

## النشاط
لوزانو مزدوجة التوجه الجنسي علنا وناشطة في مجال حقوق مجتمع المثليين. صرحت لوزانو بعد انتخابها لمجلس النواب الكولومبي في عام 2014 أن موقفها يظهر أن «النضال باسم المساواة والاحترام والعدالة والاعتراف بحقوقنا قد تحقق.» وشاركت أيضًا في مايو 2014 في برنامج تدريبي في بوغوتا بدعم من الوكالة الأمريكية للتنمية الدولية استمر لمدة أربعة أيام من 30 مايو إلى 2 يونيو. كان هذا التدريب جزءًا من شراكة التنمية العالمية لمجتمع المثليين لـ LGBTI التابعة للوكالة الأمريكية للتنمية الدولية، والتي تهدف إلى إنشاء شبكة من مجموعات الدفاع عن مجتمع للمثليين مع الشركات المحلية.
استثمرت هذه المبادرة 11 مليون دولار في مجموعات الدفاع عن المثليين في مختلف البلدان النامية. تم تصميم البرنامج لكي يستمر لمدة أربع سنوات.

## الجدل
أثارت لوزانو الجدل في عام 2014 بعد أن ثبت أنها في علاقة رومنسية مع كلوديا لوبيز هيرنانديز زميلتها في مجلس الشيوخ الكولومبي. أثارت هذه العلاقة دعوى قضائية من السناتور الكولومبي والقس الإنجيلي فيكتور فيلاسكيز. واستشهد بالمادة 179 من الدستور الكولومبي لعام 1991 التي تنص على أنه لايمكن للأشخاص الذين يعملون في الكونغرس في نفس الوقت أن يكون بينهما أي شكل من أشكال العلاقة. تم إسقاط التهم بعد أن ردت لوزانو ولوبيز بأن هذا الشرط لا ينطبق بسبب عدم تقنين زواج المثليين في كولومبيا وعدم تقنين الشراكة المدنية للشركاء المثليين حينها في كولومبيا. تزوجت لوزانو ولوبيز في ديسمبر 2019 بعد انتخاب لوبيز كرئيسة بلدية بوغوتا.